# Белградский мост
Белгра́дский мост — автодорожный железобетонный рамный мост через Волковский канал во Фрунзенском районе Санкт-Петербурга.

## Расположение
Расположен в створе Белградской улицы, у её пересечения с улицей Фучика.
Выше по течению находится Ново-Волковский мост, ниже — Алмазный мост.
Ближайшая станция метрополитена — «Бухарестская».

## Название
Название известно с 1969 года и дано по наименованию Белградской улицы.

## История
В 1966—1969 годах по градостроительным причинам часть русла реки Волковки была засыпана и заменена прямолинейным каналом, проходящим вдоль насыпи Витебской линии Октябрьской железной дороги. Возникла необходимость строительства моста на месте пересечения новой улицы (Белградской) и канала. В 1967—1969 годах был возведён железобетонный мост по проекту инженера института «Ленгипроинжпроект» Е. А. Болтуновой и архитектора Л. А. Носкова. Строительство моста осуществляло СУ-1 треста «Ленмостострой» под руководством главного инженера Б. Б. Тульчина и прораба Е. А. Грязнова.
С момента постройки моста ведётся ежегодный инструментальный контроль за прогибом консолей пролётного строения.

## Конструкция
Мост однопролётный, железобетонный, рамно-консольной системы. Мост косой в плане, угол косины составляет 44°. Пролётное строение состоит из унифицированных сборных железобетонных блоков, омоноличенных с устоями. Фасадные пролётные строения имеют криволинейное очертание нижнего пояса. Железобетонная плита проезжей части включена в работу главных балок. Устои моста массивные из монолитного железобетона на свайном основании.
Мост предназначен для движения автотранспорта и пешеходов. Проезжая часть моста включает в себя 4 полосы для движения автотранспорта. Покрытие проезжей части и тротуаров — асфальтобетон. Перильное ограждение металлическое, завершается на устоях гранитными тумбами. Общая ширина моста составляет 40,8 м, длина моста — 24 м.